# Аморебьета, Фернандо
Ферна́ндо Аморебье́та Мардара́с (исп. Fernando Amorebieta Mardaras; 29 марта 1985, Кантаура) — венесуэльский футболист баскского происхождения, выступавший на позиции центрального защитника. На молодёжном уровне защищал цвета Испании, в 2004 году стал чемпионом Европы среди юношей до 19 лет. Но на взрослом уровне принял решение играть за сборную Венесуэлы.
В составе «Атлетика» Аморебьета дважды доходил до финала Кубка Испании и до финала Лиги Европы 2011/12, однако все три финала закончились поражением басков.

## Биография
Фернандо Аморебьета родился в венесуэльском городе Кантаура в семье басков. Семья Аморебьеты переехала в Южную Америку, когда его отца, профессионального бейсболиста, пригласили выступать за одну из местных команд. У Фернандо есть сестра и брат, которые также родились в Венесуэле. Когда ему было всего два года, родители вернулись в Испанию в город Юррета.

## Клубная карьера

### «Атлетик Бильбао»
В 11 лет Фернандо попал в систему клуба «Атлетик» из Бильбао. Он прошёл через все молодёжные команды и в 2003 году был переведён в состав «Басконии» фарм-клуба «Атлетика». В «Басконии» Аморебьета отыграл один сезон в Терсере сыграв за это время в 26-и матчах и забив 1 гол. В следующем году Фернандо пошёл на повышение и был переведён в состав резервной команды. В своём первом сезоне в резервной команде Аморебьета сыграл в 24-х матчах и забил 1 гол.
В следующем сезоне Фернандо получил вызов в главную команду «Атлетика». 2 июля 2005 года в первом матче второго круга Кубка Интертото с румынским клубом ЧФР, который завершился поражением басков со счётом 0:1, Фернандо Аморебьета дебютировал за основной состав баскского клуба. Аморебьета играл также и во втором матче, основное время матча закончилось победой «Атлетика» со счётом 1:0, в дополнительное время голов забито не было, а в серии пенальти румыны оказались сильнее, 5:3 и клуб из Бильбао вылетел из Кубка Интертото. После этого Фернандо вновь стал выступать за резервный состав клуба, до конца года он сыграл в 11-и матчах. В самом начале 2006 года Аморебьета вернулся в основной состав клуба. 3 января в первом матче 1/8 финала Кубка Испании с мадридским «Реалом», который завершился поражением «Атлетика» со счётом 0:1, он появился на поле на 82-й минуте. А через четыре дня, в матче 18-го тура состоялся его дебют в Примере, тогда «Атлетик» проиграл на своём поле «Депортиво» из Ла-Коруньи со счётом 1:2. В матче 27-го тура с «Кадисом» защитник получил красную карточку уже на 18-й минуте матча, это был всего-лишь его девятый матч в высшем дивизионе. В том сезоне «Атлетик» закончил чемпионат на 12-м месте, а сам Аморебьета сыграл в 19-и матчах во всех турнирах.
В следующем сезоне Аморебьета стал одним из основных защитников клуба. В чемпионате он сыграл в 27-и матчах. 25 февраля 2007 года в матче 24-го тура с «Барселоной» Аморебьета отметился автоголом, в итоге его клуб проиграл матч со счётом 0:3. А в матче 33-го тура с «Рекреативо» Фернандо во второй раз в своей карьере был удалён с поля. Последние три игры чемпионата защитник был вынужден пропустить из-за травмы правого колена, полученной на тренировке. В том сезоне «Атлетик» занял 17-е место лишь на одно очко опередив «Сельту» вылетевшую в Сегунду. В Кубке Испании клуб также выступил неудачно вылетел уже на стадии 1/16 финала проиграв «Мальорке» с общим счётом 2:3. Несмотря на неудачи клуба в межсезонье игрок подписал новый контракт с клубом сроком на 4 года.
В сезоне 2007/08 Фернандо Аморебьета сохранил за собой место в основном составе. В Примере он сыграл в 34-х матчах. Уже в матче 4-го тура с «Леванте» Аморебьета был удалён с поля. А всего через месяц в матче 10-го тура с «Хетафе» он вновь покинул поле раньше времени. 31 января 2008 года в ответном матче 1/4 финала Кубка Испании с сантандерским «Расингом» Аморебьета забил свой первый гол за «Атлетик». Матч завершился со счётом 3:3, но так как первый матч завершился победой сантандерцев «Атлетик» вылетел из дальнейшего розыгрыша. В матче 30-го тура с «Рекреативо» Аморебьета вновь забил гол в свои ворота. «Атлетик» в этом сезоне завершил чемпионат на 11-м месте, а сам Аморебьета сыграл в 40 матчах.
В самом начале следующего сезона Фернандо продлил контракт с клубом до 2013 года. По новому контракту сумма отступных за футболиста составила 30 миллионов. Чемпионат Аморебьета начал с очередного удаления, на этот раз в матче с мадридским «Реалом». В том сезоне Аморебьета принял участие в 29-и матчах Примеры, но «Атлетик» занял 13-е место. А в Кубке Испании «Атлетик» впервые с 1985 года дошёл до финала. И хотя финал был проигран «Барселоне» со счётом 1:4, «Атлетик» заработал себе место в первом розыгрыше Лиги Европы. Благодаря успешным выступлениям летом «Ливерпуль» был готов предложить 12 миллионов евро за защитника, но руководство «Атлетика» не захотело вступать в переговоры.
Следующий сезон Аморебьета и его клуб начали с попадания в групповой этап Лиги Европы. В третьем квалификационном раунде баски прошли швейцарский «Янг Бойз» проиграв домашнюю встречу, а в четвёртом норвежский «Тромсё» с общим счётом 4:3. Уже в 5-м туре Примеры в игре с «Севильей» защитник получил очередную красную карточку. В своей группе в Лиге Европы «Атлетик» занял 2-е место после бременского «Вердера», опередив «Насьонал» из Фуншала и венскую «Аустрию». Но уже в 1/16 финала «Атлетик» уступил «Андерлехту» с общим счётом 1:5. В Кубке Испании «Атлетик» не сумел повторить прошлогоднего успеха и также вылетел на стадии 1/16 финала проиграв «Райо Вальекано». Аморебьета получил вторую красную карточку в сезоне в матче 37-го тура с мадридским «Реалом». В итоге клуб из Бильбао занял 8-е место в чемпионате, которое не позволило попасть в еврокубки.
В начале следующего сезона казанский «Рубин» предлагал 12 миллионов евро «Атлетику» и 3 миллиона евро в год самому защитнику, но руководство басков отказалось вступать в переговоры. Из-за этого Аморебьета потребовал от руководства улучшения условий контракта. В матче 5-го тура Ла Лиги с «Барселоной» вновь был удалён с поля. Удаление оказалось довольно спорным и газета «Marca» отреагировала на такое решение судьи заголовком: «В помощи судей „Барса“ не нуждается». Вскоре Фернандо на тренировке получил травму паха из-за которой пропустил полтора месяца. В декабре на тренировке Аморебьета получил ещё одну травму из-за которой пропустил ещё два месяца. Матч 25-го тура с «Валенсией» должен был стать для него 150-м в Примере, но перед матчем Фернандо получил травму и выбыл ещё на месяц. Лишь 4 апреля Аморебьета провёл свой 150-й матч в высшем испанском дивизионе. Тогда «Атлетик» на выезде обыграл «Альмерию» со счётом 3:1. В итоге за весь сезон Аморебьета сыграл лишь в 17-и матчах. Несмотря на это баски заняли 6-е место в чемпионате и попали в новый розыгрыш Лиги Европы.
В начале нового сезона Аморебьета получил красную карточку уже в матче 4-го тура с «Бетисом». Таким образом Аморебьета получает красные карточки на протяжении уже семи сезонов подряд. 4 декабря в матче 15-го тура с «Мальоркой» Фернандо забил свой первый гол за «Атлетик» в матче чемпионата Испании.

### Англия, Испания и Южная Америка
22 мая 2013 года руководство английского клуба «Фулхэм» объявило о подписании 4-летнего контракта с венесуэльским защитником, который достался клубу бесплатно в качестве свободного агента. В 2015 и 2016 годах Аморебьета на правах аренды выступал за «Мидлсбро».
В 2016 году Фернандо вернулся в Испанию, где провёл один сезон в составе хихонского «Спортинга».
В 2017 году перешёл в стан одного из самых титулованных клубов Южной Америки — в «Индепендьенте». Помог своей команде завоевать Южноамериканский кубок. В 2018 году появлялся на поле нечасто. С 2019 года выступает за один из ведущих клубов Парагвая — «Серро Портеньо».

## Карьера в сборной
На уровне юношеских сборных Фернандо Аморебьета защищал цвета сборной Испании. В 2004 году Аморебьета стал чемпионом Европы среди футболистов чей возраст не превышает 19 лет. Всего на счету Аморебьеты 5 матчей за юношескую сборную Испании.
С 2007 года Аморебьета выступает за сборную Страны Басков, которая не является членом ФИФА или УЕФА. На счету Фернандо 3 матча в составе сборной Басков.
Главный тренер взрослой сборной Испании Висенте Дель Боске вызывал защитника на товарищеский матч со сборной Дании, проходивший 20 августа 2008 года, но Аморебьета в том матче на поле так и не появился.
Ещё в конце 2006 года Аморебьета изъявил желание выступать за сборную своей родины, его дебют должен был состояться 14 января 2007 года в товарищеском матче со сборной Швеции. Но так как у Фернандо имелись матчи за юношескую сборную Испании, по законам ФИФА он не мог сыграть за главную сборную другой страны. В итоге только в 2009 году ФИФА отменило это правило. В октябре 2010 года Аморебьета снова принял предложение Венесуэльской федерации футбола выступать за венесуэльцев. Из-за проблем с руководством «Атлетика» за Венесуэлу Фернандо дебютировал только через год, 2 сентября 2011 года, в товарищеском матче с аргентинцами, который прошёл в индийском городе Калькутта и завершился минимальным поражением венесуэльцев. А уже 11 октября в отборочном матче к чемпионату мира 2014 года с теми же аргентинцами, Фернандо Аморебьета забил свой первый гол за сборную, оказавшийся единственным в матче. Этот гол принёс Венесуэле первую в историю победу над Аргентиной.

## Титулы и достижения
- Финалист Кубка Испании (2): 2009, 2012
- Финалист Лиги Европы (1): 2011/12
- Обладатель Южноамериканского кубка (1): 2017
- Обладатель Кубка банка Суруга (1): 2018
- Чемпион Европы среди юношей до 19 лет (1): 2004

## Клубная статистика
| Клуб              | Дивизион         | Сезон            | Национальный чемпионат | Национальный чемпионат | Национальный кубок | Национальный кубок | Лига Европы УЕФА | Лига Европы УЕФА | Кубок Интертото | Кубок Интертото | Итого | Итого |
| Клуб              | Дивизион         | Сезон            | Игры                   | Голы                   | Игры               | Голы               | Игры             | Голы             | Игры            | Голы            | Игры  | Голы  |
| ----------------- | ---------------- | ---------------- | ---------------------- | ---------------------- | ------------------ | ------------------ | ---------------- | ---------------- | --------------- | --------------- | ----- | ----- |
| Баскония          | Терсера          | 2003/04          | 26                     | 1                      | 0                  | 0                  | 0                | 0                | 0               | 0               | 26    | 1     |
| Баскония          | Итого            | Итого            | 26                     | 1                      | 0                  | 0                  | 0                | 0                | 0               | 0               | 26    | 1     |
| Атлетик Бильбао Б | Сегунда B        | 2004/05          | 24                     | 1                      | 0                  | 0                  | 0                | 0                | 0               | 0               | 24    | 1     |
| Атлетик Бильбао Б | Сегунда B        | 2005/06          | 11                     | 0                      | 0                  | 0                  | 0                | 0                | 0               | 0               | 11    | 0     |
| Атлетик Бильбао Б | Итого            | Итого            | 35                     | 1                      | 0                  | 0                  | 0                | 0                | 0               | 0               | 35    | 1     |
| Атлетик Бильбао   | Примера          | 2005/06          | 15                     | 0                      | 2                  | 0                  | 0                | 0                | 2               | 0               | 19    | 0     |
| Атлетик Бильбао   | Примера          | 2006/07          | 27                     | 0                      | 1                  | 0                  | 0                | 0                | 0               | 0               | 28    | 0     |
| Атлетик Бильбао   | Примера          | 2007/08          | 34                     | 0                      | 6                  | 1                  | 0                | 0                | 0               | 0               | 40    | 1     |
| Атлетик Бильбао   | Примера          | 2008/09          | 29                     | 0                      | 7                  | 0                  | 0                | 0                | 0               | 0               | 36    | 0     |
| Атлетик Бильбао   | Примера          | 2009/10          | 34                     | 0                      | 2                  | 0                  | 11               | 0                | 0               | 0               | 47    | 0     |
| Атлетик Бильбао   | Примера          | 2010/11          | 17                     | 0                      | 0                  | 0                  | 0                | 0                | 0               | 0               | 17    | 0     |
| Атлетик Бильбао   | Примера          | 2011/12          | 28                     | 3                      | 8                  | 0                  | 14               | 0                | 0               | 0               | 50    | 3     |
| Атлетик Бильбао   | Примера          | 2012/13          | 11                     | 0                      | 2                  | 0                  | 4                | 0                | 0               | 0               | 17    | 0     |
| Атлетик Бильбао   | Итого            | Итого            | 195                    | 3                      | 28                 | 1                  | 29               | 0                | 2               | 0               | 254   | 4     |
| Всего за карьеру  | Всего за карьеру | Всего за карьеру | 256                    | 5                      | 28                 | 1                  | 29               | 0                | 2               | 0               | 315   | 6     |

По состоянию на 23 мая 2013

## Статистика в сборной
| № | Дата            | Место проведения | Соперник  | Счёт | Голы | Турнир                    |
| 1 | 2 сентября 2011 | Калькутта        | Аргентина | 0:1  | -    | Товарищеский матч         |
| 2 | 11 октября 2011 | Пуэрто-ла-Крус   | Аргентина | 1:0  | 1    | Отборочный матч к ЧМ 2014 |
| 3 | 11 ноября 2011  | Барранкилья      | Колумбия  | 1:1  | -    | Отборочный матч к ЧМ 2014 |
| 4 | 15 ноября 2011  | Сан-Кристобаль   | Боливия   | 1:0  | -    | Отборочный матч к ЧМ 2014 |
| 5 | 29 февраля 2012 | Малага           | Испания   | 0:5  | -    | Товарищеский матч         |
| 6 | 2 июня 2012     | Монтевидео       | Уругвай   | 1:1  | -    | Отборочный матч к ЧМ 2014 |
| 7 | 16 октября 2012 | Пуэрто-ла-Крус   | Эквадор   | 1:1  | -    | Отборочный матч к ЧМ 2014 |
| 8 | 14 ноября 2012  | Майами           | Нигерия   | 1:3  | -    | Товарищеский матч         |

Итого: 8 матчей / 1 гол; 2 победы, 3 ничьих, 3 поражения.
| № | Дата            | Место проведения | Соперник  | Счёт | Голы | Турнир            |
| 1 | 20 июня 2007    | Сан-Кристобаль   | Венесуэла | 4:3  | -    | Товарищеский матч |
| 2 | 29 декабря 2007 | Бильбао          | Каталония | 1:1  | -    | Товарищеский матч |
| 3 | 29 декабря 2010 | Бильбао          | Венесуэла | 3:1  | -    | Товарищеский матч |
| 4 | 28 декабря 2011 | Бильбао          | Тунис     | 0:2  | -    | Товарищеский матч |

Итого: 4 матча; 2 победы, 1 ничья, 1 поражение.
| Год   | Отборочные матчи ЧМ | Отборочные матчи ЧМ | Товарищеские матчи | Товарищеские матчи | Итого | Итого |
| Год   | Игры                | Голы                | Игры               | Голы               | Игры  | Голы  |
| ----- | ------------------- | ------------------- | ------------------ | ------------------ | ----- | ----- |
| 2011  | 3                   | 1                   | 1                  | 0                  | 4     | 1     |
| 2012  | 2                   | 0                   | 2                  | 0                  | 4     | 0     |
| Итого | 5                   | 1                   | 3                  | 0                  | 8     | 1     |

По состоянию на 23 мая 2013